# Marina Vladyová
Marina Vladyová, nepřechýleně Vlady, rodným jménem Catherine Marina de Poliakoff-Baïdaroff (rusky Екатерина Марина Владимировна Полякова-Байдарова, * 10. května 1938 Clichy) je francouzská herečka, zpěvačka a spisovatelka ruského původu. Byla mj. manželkou Roberta Hosseina (koncem 50. let) a Vladimira Vysockého (v 70. letech).

## Život a kariéra
Pochází z rodiny ruských emigrantů, otec byl operní pěvec a matka balerína. Herečkami se staly také její starší sestry Olga Varen, Odile Versois a Hélène Vallier. Jako jedenáctiletá debutovala ve filmu Letní bouře, za roli Liliane ve filmu Před potopou získala roku 1954 Prix Suzanne Bianchetti. Se svým prvním manželem Robertem Hosseinem hrála roku 1957 v československo-francouzském filmu V proudech (režie Vladimír Vlček). Významné role ztvárnila ve filmech Včelí královna (1963, režie Marco Ferreri, cena pro nejlepší herečku na festivalu v Cannes), Falstaff (1965, režie Orson Welles) a Dvě nebo tři věci, které o ní vím (1967, režie Jean-Luc Godard). Jejím druhým manželem byl majitel letecké společnosti Jean-Claude Brouillet a třetím od roku 1969 slavný ruský písničkář a herec Vladimir Vysockij. Jejich vztah, fungující přes železnou oponu, popsala po Vysockého předčasné smrti v knize Vladimir aneb Zastavený let. Hrála také v sovětském filmu Docela malá povídka (1969, režie Sergej Jutkevič) a televizním seriálu Po stopách kapitána Granta (1985, režie Stanislav Govoruchin) nebo v maďarském filmu Dvě ženy (1978, režie Márta Mészárosová).
Vedle filmového herectví účinkovala v divadlech Théâtre de l'Œuvre a Théâtre des Bouffes-du-Nord, se svými sestrami vystupovala jako pěvecké kvarteto Les Sœurs Poliakoff, které obdrželo Grand Prix du disque (Charles Cros), sólově nazpívala Vysockého písně i ruské lidovky. Vydala také romány Le Voyage de Sergueï Ivanovitch a Ma Ceriseraie. Byla známá i svým veřejným aktivismem, podepsala Manifest 343 cour a je členkou Parti communiste français, protestovala také proti omezením shromažďovacího práva přijatým jako reakce na teroristické útoky v Paříži v listopadu 2015.
V roce 2012 obdržela Puškinovu medaili za přínos ruské kultuře.

## Filmografie
- Letní bouře (1949)
- The Lady from Boston (1951)
- Dans la vie tout s'arrange (1952)
- Musoduro (1953)
- Nevěrnice (1953)
- Před potopou (1954)
- Sinfonia d'amore (1954)
- Sophie et le Crime (1955)
- La Sorcière (1956)
- Zločin a trest (1956)
- V proudech (1957)
- Kněžna de Clèves (1961)
- Adorable menteuse (1962)
- Včelí královna (1963)
- Falstaff (1965)
- Bezejmenná hvězda (1965)
- Americká manželka (1966)
- Dvě nebo tři věci, které o ní vím (1967)
- Docela malá povídka (1969)
- Zimní vítr z jihu (1969)
- Ať začne slavnost... (1975)
- The Bermuda Triangle (1978)
- Dvě ženy (1978)
- Zdravý nemocný (1979)
- Jeux de la Comtesse Dolingen (1981)
- Tanga, Gardelův exil (1985)
- Il sapore del grano (1986)
- Takhle to děláme v Moskvě (1986)
- Follow Me (1989)
- Pobřeží v plamenech (1991)
- Vzkříšení (2001)
- Několik dní klidu (2011)